# Hovawart
Der Hovawart ist eine von der Fédération Cynologique Internationale anerkannte deutsche Gebrauchshunderasse (FCI-Gr. 2, Sek. 2.2, Nr. 190).

## Beschreibung
Der Hovawart hat einen mittelgroßen, kraftvoll gestreckten Körper, bewegt sich mit ausgreifendem Gangwerk. Der Kopf ist kräftig, mit breiter, gewölbter Stirn, braunen Augen und dreieckigen Hängeohren. Das auffällige Haarkleid ist lang und leicht gewellt, in drei unterschiedlichen Farben: Schwarzmarken (engl. Black and Tan), Blond und Schwarz. Die Geschlechtsunterschiede sind deutlich erkennbar. Der Rüde hat eine Widerristhöhe von 63 bis 70 cm gegenüber der Hündin mit 58 bis 65 cm, deren Kopf auch schlanker ist.
Bei richtiger Pflege ist der Hovawart ein robuster, gesunder Hund. Eine strenge Zuchtauslese hat dazu beigetragen, dass der Anteil der Hunde mit Hüftgelenkdysplasie (HD) auf einen geringen Prozentsatz zurückgedrängt werden konnte.
Eine Verwechslung ist insbesondere bei schwarzen Hovawart-Hündinnen aufgrund der schlanken Form mit dem Flat Coated Retriever möglich. Blonde Hovawarte werden gelegentlich für Golden Retriever gehalten.

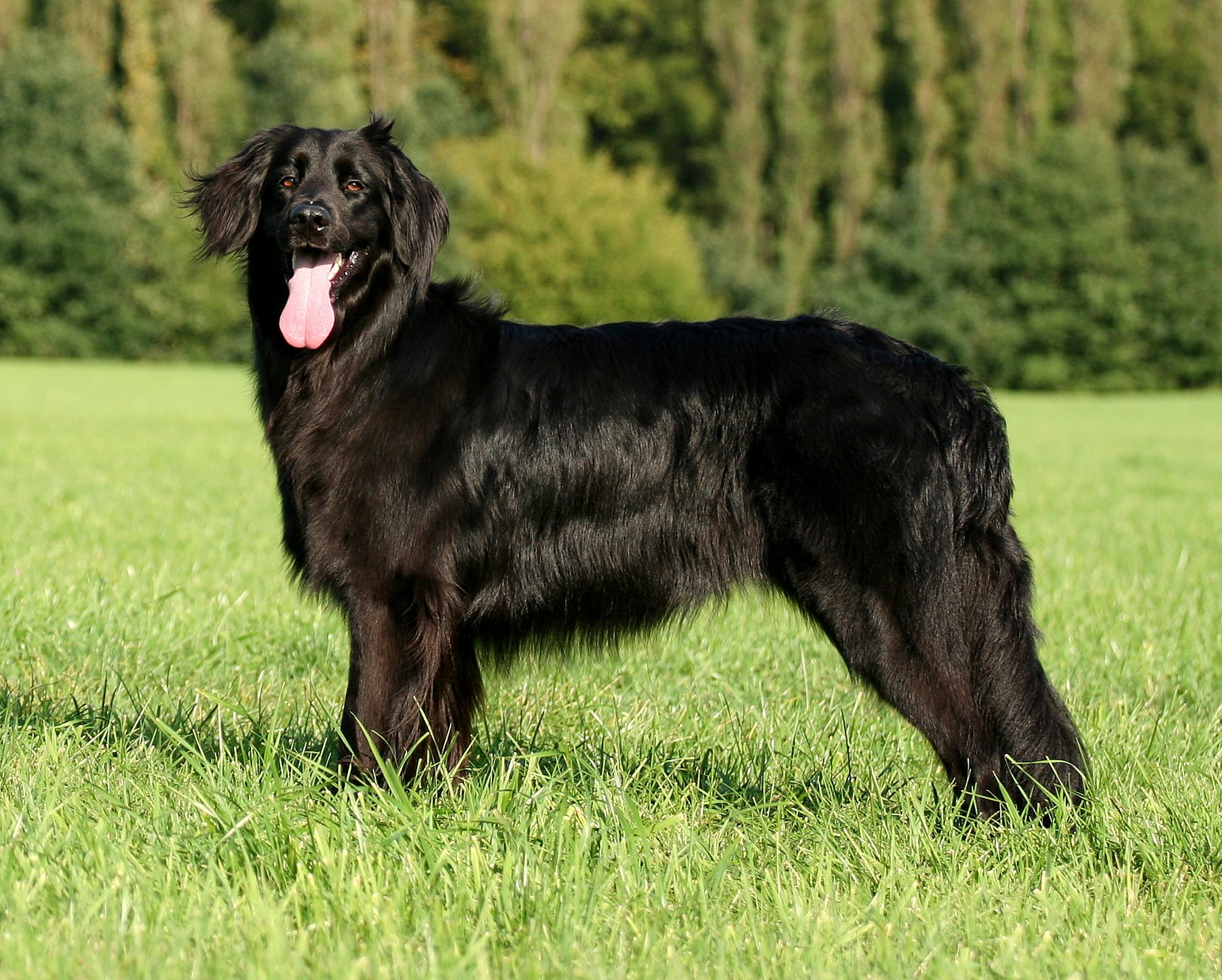
Schwarzer Hovawart
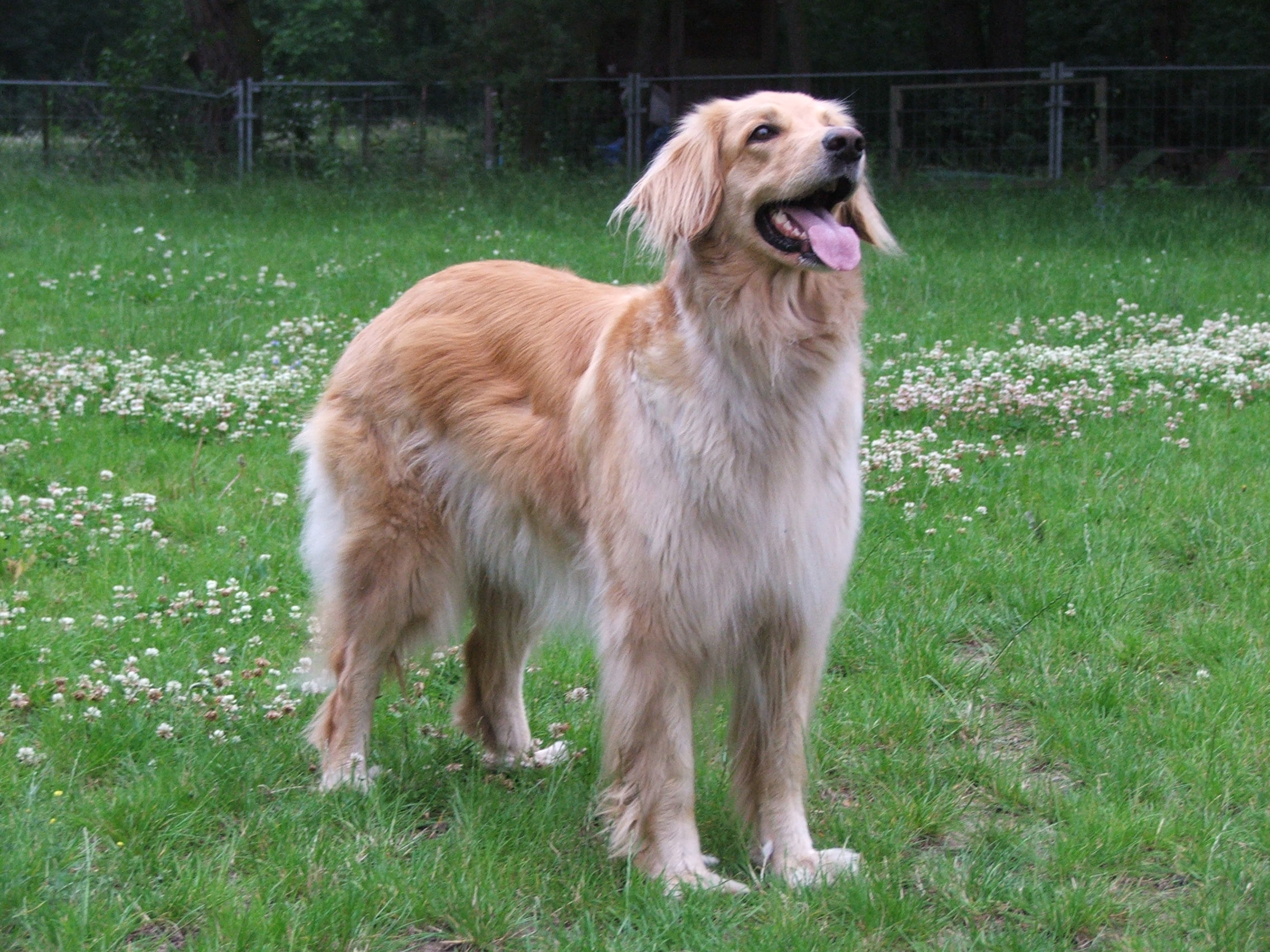
Blonder Hovawart

## Wesen
Vom Wesen her ist der Hovawart eine starke Persönlichkeit. Konsequenz in der Erziehung und viel Zeit sind deshalb ein Muss. Er ist sehr wachsam und anhänglich, aber sensibel und geselligkeitsbedürftig. Die Energie, Intelligenz und hohe Lernbereitschaft dieser Hunde sollte gefördert und gezielt gelenkt werden.  Der Hovawart als Gebrauchshunderasse möchte beschäftigt werden, am besten täglich, sonst kann es leicht passieren, dass er sich seine Aufgaben selbst sucht. Der Hovawart gilt als Spätentwickler. Seine Wesensentwicklung ist erst im Alter von drei Jahren weitgehend abgeschlossen.
Geeignet ist er für fast alle sportlichen Unternehmungen, egal ob als Jogging- oder Reitbegleiter oder als Schutz-, Fährten- oder Rettungshund.

## Verwendung
Da der Hovawart zu den anerkannten Dienst- und Gebrauchshunderassen gehört, ist besonders der Rassezuchtverein für Hovawart-Hunde (RZV) bestrebt, einen sportlichen Gebrauchshund zu züchten; entsprechend wird großer Wert auf Nervenstärke, Gesundheit und auf ein ausgeprägtes Beuteverhalten gelegt.
Die Hovawart-Zuchtgemeinschaft Deutschland (HZD) und der Hovawart-Club (HC) legen Wert auf die Züchtung des ursprünglichen, kräftigeren und selbständigen Hovawarts, der weniger Beuteverhalten zeigen soll, da er dem ursprünglichen Wächter von Haus und Hof so nahe wie möglich kommen soll. Alle drei Vereine sehen ihr Zucht- und Ausbildungsziel im nervenstarken (= hohe Reizschwelle) Familienhund, freundlich und verspielt mit „seinen Menschen und Tieren, sein Territorium, seine Menschen beschützend, Fremdes verweisend“.

## Herkunft und Geschichtliches
Derbe Bauernhunde als „hovawart“/ „hovewart“ (Mittelhochdeutsch: hova = der Hof und wart = der Wächter, also der Hofwächter) oder auch unter den Benennungen Hovawarth, Hofwart oder Hofward, wurden schon in Schriften des Mittelalters wie der Lex Baiuvariorum, dem Sachsenspiegel oder dem Schwabenspiegel erwähnt, jedoch ohne Beschreibung des Aussehens.  Als Hovawart wurden bis zum Anfang des 19. Jahrhunderts auch Hofhunde allgemein bezeichnet.
Erst Ende des 19. Jahrhunderts wird als Hovawart ein Haus- oder Hofhund beschrieben, der im Aussehen dem heutigen Rassestandard des Hovawarts entspricht. Das Einsatzgebiet dieser Hunde war hauptsächlich das Bewachen des Hofs, aber auch als Zughund fand er Verwendung.
Als Anfang des 20. Jahrhunderts Kurt Friedrich König und sein Vater Bertram König nach „überlegsamen Hunden“, d. h. Hunden mit der Fähigkeit zu situationsgerechtem Handeln, suchten, stießen sie immer wieder auf diese starkknochigen, lang- oder zotthaarigen Hunde mit Hängeohren.
Die nach dem Ersten Weltkrieg aufkommende Übung, Schutzhunde durch Dressur und Schutzdienst auszubilden, widersprach den Erkenntnissen, die König mit seinen Hunden gemacht hatte, und so kam er im Jahr 1922 auf die Idee, aus diesen Restbeständen eines örtlich vorhandenen, vermeintlich aus dem Mittelalter stammenden typischen Bauernhunds, den Hovawart, zunächst als Zuchtversuch und später in Reinzucht als Rasse zu züchten.
Er kreuzte Neufundländer, Leonberger, Deutsche Schäferhunde und den Kuvasz mit ein, um einen Hund zu erhalten, der vom Äußeren langhaarig und hängeohrig seinen Hunden glich und vom Wesen her ein natürlicher Schutzhund ist; dass er auch einen afrikanischen Wildhund mit einkreuzte, gehört möglicherweise in den Bereich der Legenden. Der Hovawart wurde 1937 als eigenständige Rasse und im Jahre 1964 als Gebrauchshund anerkannt.

## Zuchtvereine
Heute gibt es in Deutschland drei vom Verband für das Deutsche Hundewesen (VDH) anerkannte Zuchtvereine: Den Rassezuchtverein für Hovawart-Hunde (RZV), die Hovawart-Zuchtgemeinschaft Deutschland (HZD) sowie den Hovawart-Club Deutschland (HC). Alle drei Vereine und deren Züchter unterwerfen sich strengen Regeln, was die Verpaarung und Aufzucht von Welpen betrifft. Diese Vorschriften dienen dazu, dass die Nachzucht des Hovawarts so gesund und wesenssicher wie möglich wird.
So wird für die Zuchttiere beispielsweise die HD-Freiheit gesichert, eine Überprüfung auf Katarakt (Grauer Star) ist laut RZV vorgeschrieben. Die HZD schreibt die Untersuchung der Schilddrüse vor. Dort wurde (als bisher einzigem Verein) im Herbst 2017 der Test von Zuchttieren auf genetische Veränderungen, die in Verdacht stehen, mit Degenerativer Myelopathie in Zusammenhang zu stehen, samt entsprechendem Zuchtregime, beschlossen und verpflichtend eingeführt. Alle VDH-Vereine prüfen die Wesensveranlagung der zur Zucht vorgesehenen Hovawarte, deren äußeres Erscheinungsbild und sorgen für die fachliche Qualifikation ihrer Züchter sowie die Umsetzung dieser bei der Zucht (Züchterschulungen, Wurfstättenkontrollen, Wurfabnahme).
Ähnlich strenge Vorschriften haben auch Hovawartzuchtvereine im Ausland, die der Fédération Cynologique Internationale (FCI) angehören. In der Schweiz ist das der Schweizerische Hovawart-Club (SHC), der zuchtbuchführende Verein in der Schweizerischen Kynologischen Gesellschaft (SKG), in Österreich der Österreichische Klub der Hovawartfreunde im Österreichischen Kynologenverband (ÖKV), in Italien der Hovawart-Club Italia (HCI) im ENCI.